# Rolls-Royce Phantom V
Pour les articles homonymes, voir Rolls-Royce Phantom.
La Phantom V est une limousine de luxe produite par le constructeur automobile britannique Rolls-Royce Motors entre 1959 et 1968. Fondée sur la Silver Cloud II, elle reçoit un moteur V8 et une boîte de vitesses automatique General Motors Hydramatic. Des carrossiers indépendants tels que HJ Mulliner, Park Ward et James Young assemblaient les châssis et transmissions de Phantom V avant d'être absorbés par Rolls-Royce.

## Présentation
La voiture a des freins à tambour et elle reçoit un moteur V8 à 90 degrés de 6 230 cm3 à double carburateur, couplé à une transmission automatique à 4 vitesses.
En 1963 de nouvelles ailes avant ont été adaptées pour recevoir des phares quadruples.
Un total de 516 Phantom V ont été fabriquées.

### Renommée
Parmi les propriétaires, on compte la reine Élisabeth II et sa mère, la reine mère Elizabeth. Les modèles appartenant à Élisabeth II étaient des voitures officielles de l'État, adaptées en conséquence. Après avoir été retirés du service actif en 2002, les deux modèles sont maintenant exposés au public : l'une au musée de l'automobile royale à Sandringham, et l'autre dans le garage spécial à bord du HMY Britannia à Leith, Édimbourg.
Le gouverneur de Hong Kong a utilisé une Rolls-Royce Phantom V pour les cérémonies. Elle a été retirée de Hong Kong par la Royal Navy immédiatement après la remise du pays à la Chine le 1er juillet 1997.
Mohammad Reza Pahlavi, le Shah d'Iran, possédait également cette voiture. Depuis son exil, la voiture est maintenue dans sa résidence royale à Téhéran et de temps en temps, elle est montrée au public parmi les autres voitures de luxe appartenant au Shah, y compris un modèle unique Rolls-Royce Phantom VI.
Le roi Olav V de Norvège possédait un modèle 1962 comme voiture d'État. Le président Josip Broz Tito possédait pour son usage privé une Rolls-Royce Phantom V.
Le modèle de John Lennon est une icône de la contre-culture des années 1960, venue de l'usine au fini blanc, elle a eu une peinture personnalisée dans le style d'une roulotte de gypsy (et non psychédélique, comme il est souvent affirmé).
Les deux photos en dessous à droite représentent la Silver Cloud (voir ouverture des portes dans « le bon sens »).

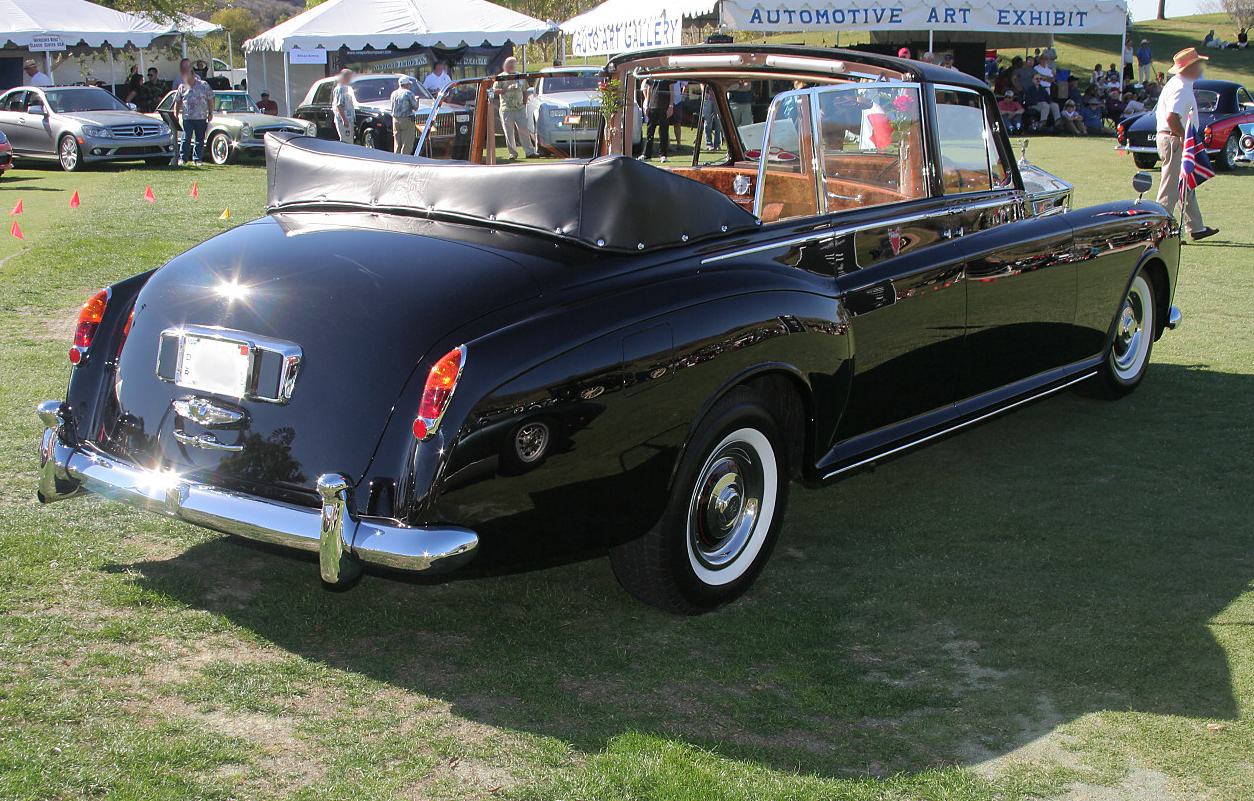
Phantom V State Landaulette 1966.
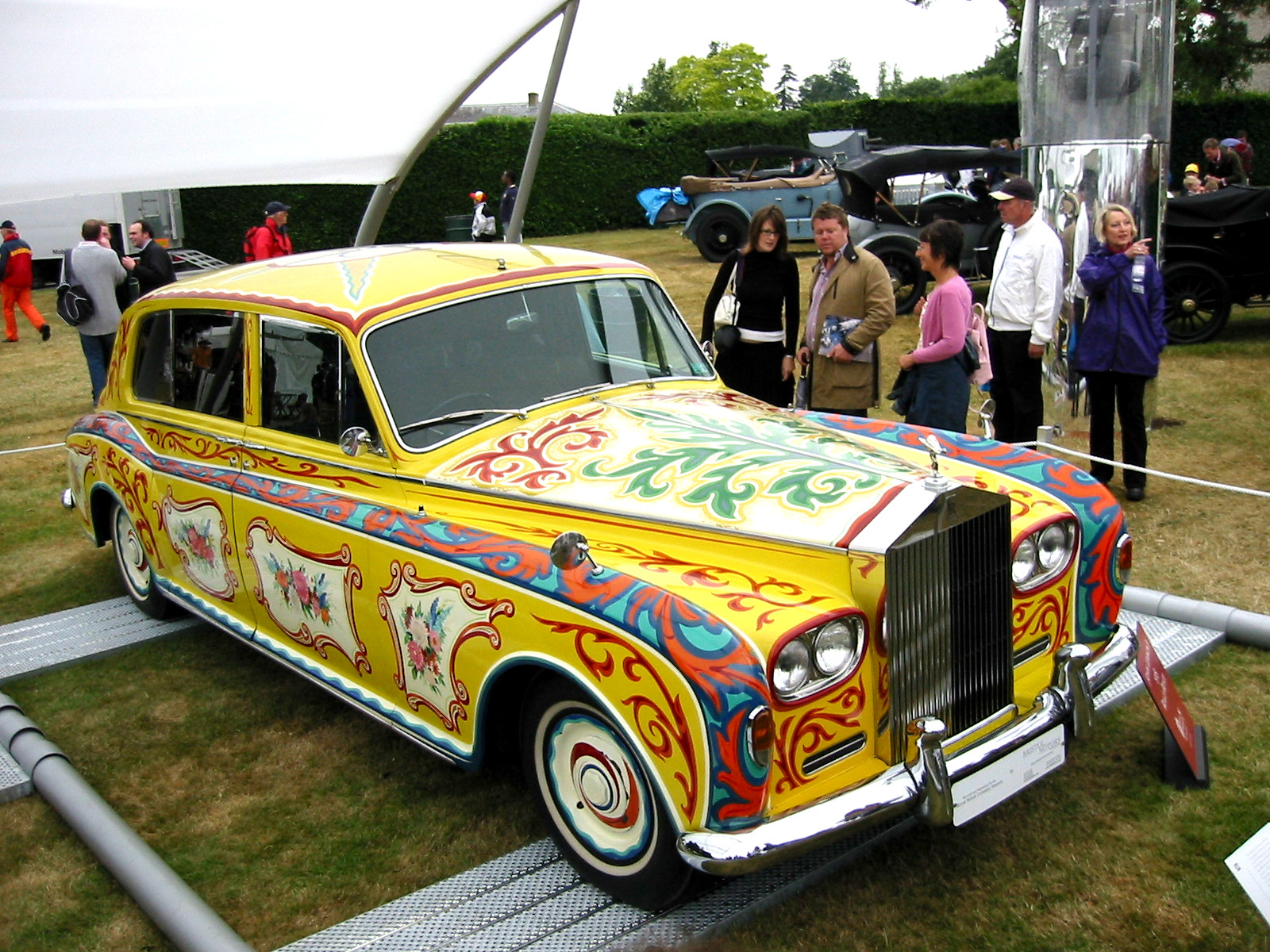
Phantom V de John Lennon de 1965.
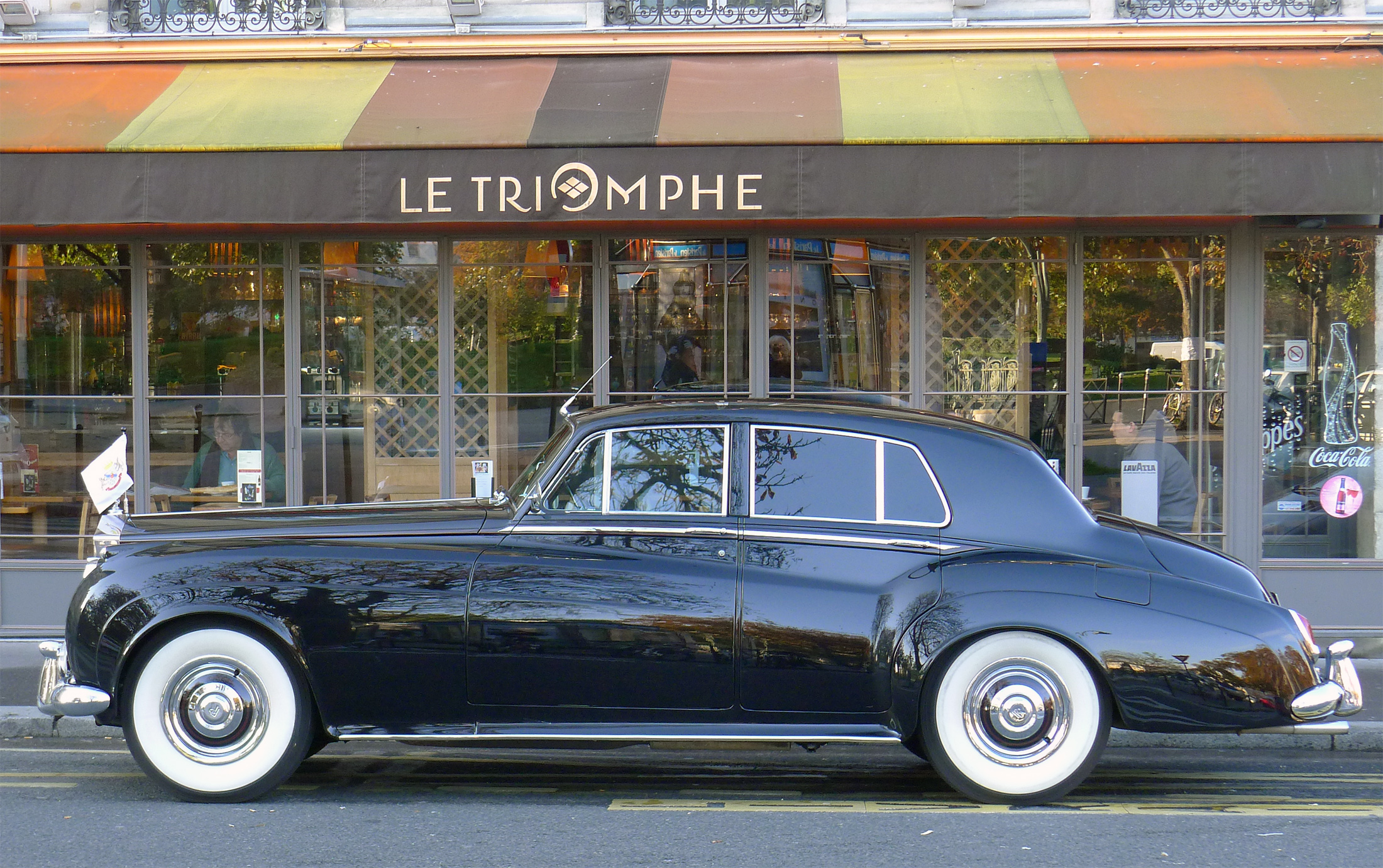
De profil.
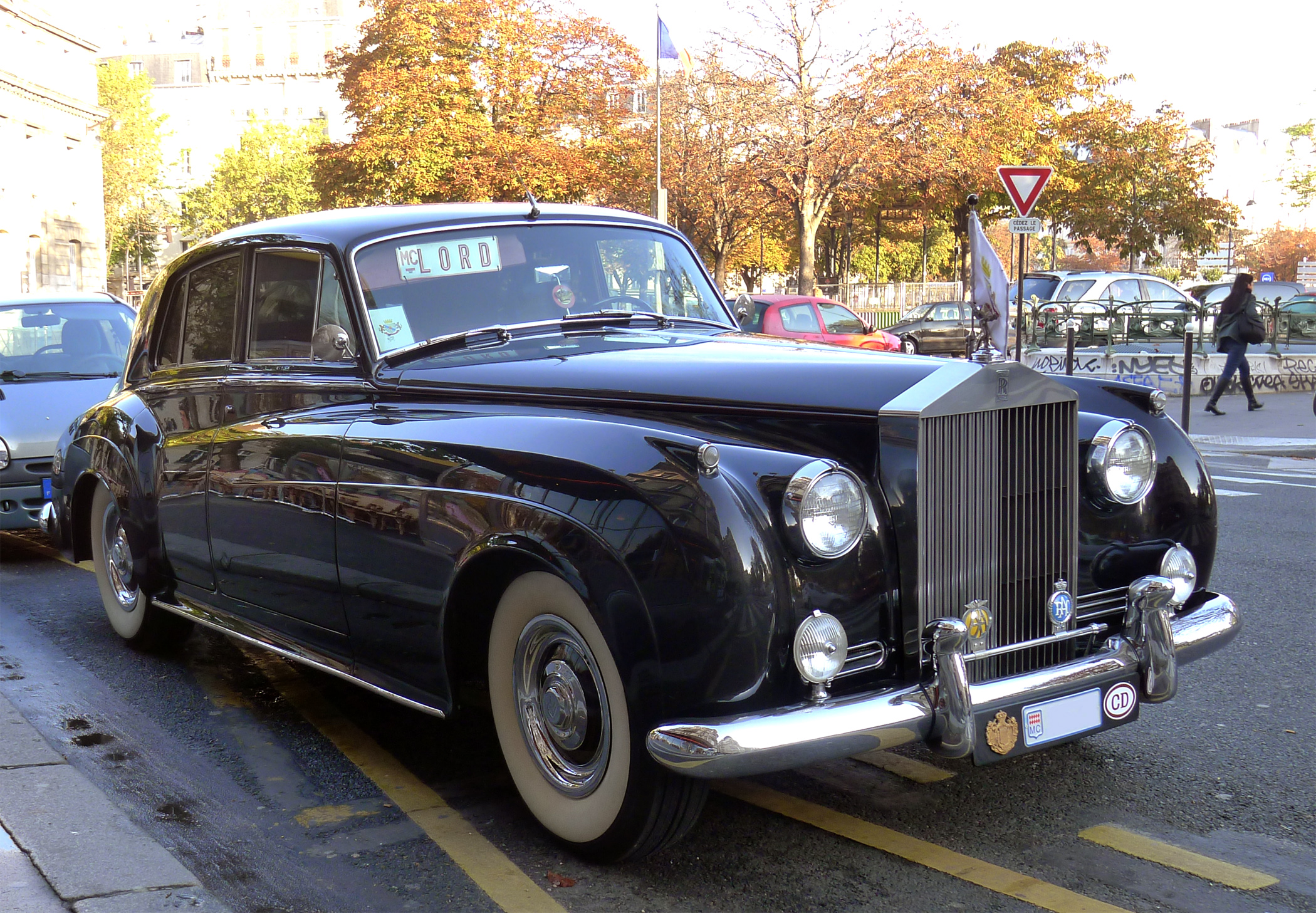
De trois-quarts face.